# Joana Crespí González
Joana Crespí González (Palma, 24 d'octubre de 1944 - Barcelona, 3 de setembre de 2005) fou una bibliotecària i documentalista musical.

## Biografia
Nascuda el 1944 a Palma, s'instal·là des de molt jove a Barcelona, on estudià piano al Conservatori Superior de Música del Liceu; combinaria els estudis de música amb l'ingrés a l'Escola de Bibliotecàries, on es diplomà el 1965.
Des de 1979 a 1981 fou vocal de l'Associació de Bibliotecàries. Després d'uns anys d'activitat a la Xarxa de Biblioteques Populars de la Diputació de Barcelona, ingressà el 1982 a la Biblioteca de Catalunya (BC). El 1983 s'incorporà com a bibliotecària responsable a la Secció de Música, donat que el càrrec de conservador que havia ocupat Higini Anglès en el seu moment es va extingir amb la jubilació de Mn. Josep Maria Llorens i Cisteró. Crespí desenvolupà una tasca intensa d'ordenació, catalogació i reorganització del material musical que acabava de ser traslladat a l'actual sala Higini Anglès. Va promoure i encapçalar la normalització de la catalogació de la música impresa, així com la incorporació d'aquest material procedent del dipòsit legal a la Secció de Música de la BC. En l'àmbit de la reserva, va dirigir la identificació, ordenació i descripció de diferents fons personals de músics, intèrprets i musicòlegs existents a la Secció, i va impulsar la incorporació de nous fons, continuant la tasca iniciada per Felip Pedrell, Higini Anglès i Robert Gerhard de convertir la Secció de Música de la BC en un pol de recerca musical reconegut. A fi de promoure el coneixement d'aquests fons va participar, per una banda, en nombroses jornades, congressos i simpòsiums i, per l'altra, va comissariar diverses exposicions (sobre la guitarra a Catalunya, Frederic Mompou, Higini Anglès, Cristòfor Taltabull…), alhora que va publicar un bon nombre d'articles sobre diversos aspectes del patrimoni musical català.
Convençuda de la importància de la normalització en el món de la biblioteconomia musical, va participar en la traducció de les normes de catalogació de materials musicals, tant impresos (International Standard Bibliographic Description for Printed Music (ISBD PM)), com manuscrits (RISM ESPAÑA. Normas internacionales para la catalogación de fuentes musicales históricas (Serie A/II, manuscritos musicales, 1600-1850)), i en la seva difusió a través de cursos temàtics.
Crespí va mantenir els lligams entre la Secció de Música i associacions musicals d'àmbit estatal i internacional, particularment amb la Societat Internacional de Musicologia (SIM) i l'Associació Internacional de Biblioteques Musicals (IAML). Respecte a la IAML, Crespí va ser una de les promotores de la creació de la branca espanyola, l'Asociación Española de Documentación Musical (AEDOM), on ocupà diversos càrrecs, com el de vicepresidenta des de 1993 a 2005. També participà en nombrosos congressos organitzats per la IAML. La seva expertesa en el camp de la recerca musical feren que participés en nombroses entitats i institucions (Societat Catalana de Musicologia-IEC, Institut Milà i Fontanals del CSIC, Archivo Aragonés de Música Coral…).
La seva incursió en el món teatral vingué de la mà del director Ricard Salvat, amb qui col·laborà en fer-se càrrec de la part musical de les obres La tragèdia de l'home, d'Imre Madách (1994) i En la ardiente oscuridad, d'Antonio Buero Vallejo (1995).
Joana Crespí morí a Barcelona el 2005, prematurament i en plena maduresa professional. La Biblioteca de Catalunya conserva alguns volums de la seva biblioteca i part de la documentació professional.

## Publicacions
- "Dinàmica i perspectives de les biblioteques populars", Biblioteconomía: boletín de la Escuela de Bibliotecarias de Barcelona, 33, núm. 80 (1976), p. 103
- Amb M. Casòliva, M.C. Grauvilardell, M.C. Penacho, A. Pérez. Llista d'encapçalaments de matèries per a biblioteques, 2 vols., Barcelona: Diputació de Barcelona, 1985
- Federació Internacional d'Associacions i Institucions Bibliotecàries. ISBD(PM) : descripció bibliogràfica normalitzada internacional per a música impresa = Internacional Standard Bibliographic Description for Printed Music, traducció catalana per Joana Crespí, Barcelona: Departament de Cultura de la Generalitat de Catalunya, Institut Català de Bibliografia, 1986
- Amb Antoni Rossell. "Los trovadores y su obra: discografía", Anthropos: Boletín de información y documentación, 92 (1989), p. 45-63
- La guitarra als Països Catalans: exposició commemorativa del 150è aniversari de la mort de Ferran Sors (1778-1839), Barcelona: Biblioteca de Catalunya, 1989
- La biblioteca proustiana de Ferran Cuito, Barcelona: Mirador, 1990
- Joaquim Homs. Robert Gerhard i la seva obra, addenda i índexs per Joana Crespí, Barcelona: Biblioteca de Catalunya, 1991
- "Bi-Mozart", Revista de Catalunya, 53 (1991), pp. 98-113
- "Indices de "Anuario Musical" (1946-1990)", Anuario musical: Revista de musicología del CSIC, 46 (1991), p. 389-418
- Catàleg dels fons Antoni Massana a la Biblioteca de Catalunya, Barcelona: Biblioteca de Catalunya, 1992
- Josep Casanovas, Benet Casablancas, Josep Soler. Cristófor Taltabull. Estudi musical i documental, apèndix documental a càrrec de Joana Crespí, Barcelona: Boileau, Generalitat de Catalunya, 1992
- "Le Départament de la Musique de la Biblioteca de Catalunya", Fontes Artis Musicae, 39, 3-4 (juliol-desembre de 1992), pp. 261-265
- Amb Joana M. Garau. Catàleg del fons musical Josep M. Ruera, Barcelona: Biblioteca de Catalunya, 1993
- Biblioteca de Catalunya. 'Bibliographica: documents dels segles VIII-XX, col·laboradors: Joana Crespí i altres, Barcelona: Biblioteca de Catalunya, 1993
- "La Biblioteca de Catalunya: El Departamento de Música", El patrimonio musical español de los siglos XIX y XX, Trujillo: Ediciones de la Coria, Fundación Xavier de Salas, 1994, pp. 77-83
- "Accessibilitat dels fons musicals", actas del I Congrés de Música a Catalunya, Barcelona: Consell Català de la Música, DINSIC, 1994, pp. 853-855
- "El departamento de Música de la Biblioteca de Catalunya (Barcelona)", Anuario musical, 49 (1994), pp. 231-234
- "Fuentes manuscritas de Joan Cabanilles", Tiento a Cabanilles: Symposio Internacional, ponencias y comunicaciones, València: Palau de la Música i Congressos, 1994, pp. 141-162
- "El patrimoni musical a Catalunya", Item: Revista de biblioteconomia i documentació, vol. 17 (1995), p. 74-82
- "La "Melopea desconocida" de M. Juncá", Nassarre: Revista aragonesa de musicología, vol. 11/1-2, (1995), p. 493-561
- "El fondo musical Robert Gerhard del "Institut d'Estudis Vallencs"", AEDOM: Boletín de la Asociación Española de Documentación Musical, vol. 3/1 (1996) p. 5-19
- Amb J.V. González Valle, A. Ezquerro, N. Iglesias, C.J. Gosálvez. Normas internacionales para la catalogación de fuentes musicales históricas : Serie A/II, Manuscritos musicales, 1600-1850, Madrid: Arco-Libros, 1996
- Grup de Música del Col·legi Oficial de Bibliotecaris-Documentalistes de Catalunya. Encapçalaments de matèries de música, adaptació, entre d'altres, de Joana Crespí, Barcelona: Col·legi Oficial de Bibliotecaris-Documentalistes de Catalunya, 1997
- "Archivos musicales, ¿para quién?", El patrimonio musical : los archivos familiares (1898-1936), Trujillo: Ed. de la Coria, Fundación Xavier de Salas, 1997, p. 105-112
- "Bibliotecas musicales ¿para qué?", El Melómano, vol. II, 2 (juny de 1997), p. 54
- "Fuentes musicales en España: notas para una cronología", Revista de musicología 20/2 (1997) [=Actas del IV Congreso de la Sociedad Española de Musicología, La investigación musical en España (II)), p. 1019-1028
- "Ignotus Pedrell", Assaig de Teatre, 10-11 (1998), pp. 223-224
- "Publicaciones periódicas del s. XIX en Catalunya", XVIII Congreso de la AEDOM: Actas: ponencias españolas e hispanoamericanas, 1999, p. 213-234
- Grup de Música del Col·legi Oficial de Bibliotecaris-Documentalistes de Catalunya. Encabezamientos de materia de música: pautas y modelos, adaptació, entre d'altres, de Joana Crespí, Madrid: Asociación Española de Documentación Musical, 1999
- Amb Montse Sans. "Dentro-fuori. Fora-dins. Dedans-dehors. Trobada europea de teatre i presó", Assaig de teatre, nums. 21-23 (1999), pp. 423-428
- "Els arxius musicals de la Biblioteca de Catalunya", En torno al patrimonio musical en Cataluña: archivos familiares, coord. Jorge de Persia, Madrid: Ediciones de la Coria, Fundación Xavier de Salas, Biblioteca Nueva, 2001, pp. 29-56
- "El treball d'Higini Anglès al capdavant de la Secció de Música de la Biblioteca de Catalunya", Catalunya Música, Revista Musical Catalana, 197 (2001), pp. 37-39
- "Índices del Anuario Musical, 1-55 (1946-2000)", Anuario Musical, 56 (2001), pp. 223-293